# Episodi di Distretto di Polizia (seconda stagione)
La seconda stagione della serie televisiva italiana Distretto di Polizia, formata da 24 episodi è andata in onda in prima serata su Canale 5, a partire dal 25 settembre al 9 dicembre 2001.
| nº | Titolo                          | Prima TV Italia   |
| -- | ------------------------------- | ----------------- |
| 1  | La vendetta                     | 25 settembre 2001 |
| 2  | L'incarico                      | 25 settembre 2001 |
| 3  | Fino all'ultimo respiro         | 2 ottobre 2001    |
| 4  | Innocenza violata               | 2 ottobre 2001    |
| 5  | Uno strano sequestro            | 9 ottobre 2001    |
| 6  | Sotto tiro                      | 9 ottobre 2001    |
| 7  | Ore disperate                   | 16 ottobre 2001   |
| 8  | Colpevole o innocente           | 16 ottobre 2001   |
| 9  | Tradimenti                      | 23 ottobre 2001   |
| 10 | Segni particolari di un delitto | 23 ottobre 2001   |
| 11 | Il prezzo del successo          | 30 ottobre 2001   |
| 12 | Il sequestro                    | 30 ottobre 2001   |
| 13 | Chinatown (1 e 2 parte)         | 6 novembre 2001   |
| 14 | Chinatown (1 e 2 parte)         | 6 novembre 2001   |
| 15 | Istantanea di un delitto        | 13 novembre 2001  |
| 16 | Matrimoni                       | 13 novembre 2001  |
| 17 | Faccia a faccia                 | 20 novembre 2001  |
| 18 | Resa dei conti                  | 20 novembre 2001  |
| 19 | Pablo il gitano (1 e 2 parte)   | 27 novembre 2001  |
| 20 | Pablo il gitano (1 e 2 parte)   | 27 novembre 2001  |
| 21 | L'altro                         | 4 dicembre 2001   |
| 22 | Colpo di scena                  | 4 dicembre 2001   |
| 23 | L'ultimo duello (1 e 2 parte)   | 9 dicembre 2001   |
| 24 | L'ultimo duello (1 e 2 parte)   | 9 dicembre 2001   |

## La vendetta
- Diretto da: Antonello Grimaldi
- Scritto da: Dino Gentili, Filippo Gentili e Marcello Fois

### Trama
Roberto è in attesa che Angela partorisca mentre al commissariato arriva il sostituto procuratore Di Francesco il quale comunica al commissario Scalise che è morto in carcere Carmine Tonnara, figlio del boss latitante Vito Tonnara, condannato all'ergastolo dopo il maxi processo di Rebibbia. Intanto, disperato per la morte del figlio, Tonnara si rifugia a casa di Don Michele. Al commissariato Manrico indaga su due vigili urbani che chiedono soldi a due ambulanti per estorsione. In ospedale Angela partorisce la sua prima bambina, Mauretta. Appena rientrati al commissariato, Mauro e Roberto indagano su un'infrazione avvenuta al cimitero sulla tomba del marito di una vedova sorprendendo di notte tale Federico Maggi. Durante il funerale di Carmine tutti i poliziotti presenti sono in attesa dell'arrivo di Vito Tonnara il quale però non si è fatto vedere. Tuttavia il boss alla fine della cerimonia senza farsi riconoscere si reca alla tomba del figlio e promette di vendicarlo.
- Altri interpreti: Renato Mori (Don Michele), Angelo Pellegrino (Federico Maggi).

## L'incarico
- Diretto da: Antonello Grimaldi
- Scritto da: Sara Beltrame, Lucia Moisio e Gabriele Romagnoli

### Trama
Il meccanico Lorenzi consegna a due malviventi i codici degli antifurto che monta sulle auto per conto di una concessionaria. Un'auto rubata dagli stessi malviventi investe una ragazza: la corsa in ospedale si rivela inutile, ma Elisa, che è iscritta come donatrice, può salvare un'altra vita.
- Altri interpreti: Vincenzo Crivello (Rosario "Saro" Gioncardi), Pietro De Silva (Lorenzi), Gabriele Tozzi (padre di Elisa), Claudio Spadaro (Benedetto).

## Fino all'ultimo respiro
- Diretto da: Antonello Grimaldi
- Scritto da: Grazia Giardiello, Roberto Iannone e Alessio Romagnoli

### Trama
Saro è il nuovo barista e sostituisce Paula al bar vicino al distretto. Vito Tonnara gli insegna a sparare: ha scelto lui per uccidere la Scalise. Nel frattempo a casa della Scalise, la madre Caterina e la figlia Livia parlano del nuovo amore di Giovanna e decidono di superare l'imbarazzo invitando Manrico a cena.
Al X Tuscolano arriva il nuovo agente scelto Valeria Ruggero. Ugo, che confida ad Ingargiola la sua preoccupazione perché è in arretrato con i pagamenti del mutuo, resta affascinato dalla nuova collega, che è bella e capace, nonostante appaia un po' scostante e presuntuosa.
Arriva la denuncia di uno scippo, l'aggressore è in scooter e porta una pettorina con la scritta "Fast Boy". Valeria viene immediatamente assegnata in affiancamento a Mauro Belli ed all'agente Guerra per risolvere il caso.
Mauro ha ricevuto un'altra telefonata di Paula, questa volta dal Brasile, senza tuttavia essere riuscito a saperne di più sul suo comportamento misterioso.
- Altri interpreti: Vincenzo Crivello (Rosario "Saro" Gioncardi), Luciano Federico (uomo stalkerizzato), Corrado Solari (Borsello, informatore di Belli).
- Ascolti Italia: telespettatori 6 756 000[1]

## Innocenza violata
- Diretto da: Antonello Grimaldi
- Scritto da: Daniele Cesarano e Paolo Marchesini

### Trama
Un bambino viene avvicinato da un uomo, ma riesce a sfuggire alle sue attenzioni. La madre del bambino denuncia al Distretto l'accaduto e il commissario Scalise mette subito in allerta i suoi uomini. Ardenzi e Ruggero scoprono che anche un altro bambino del quartiere, Tobia, è stato vittima di molestie, ma la madre non aveva denunciato il fatto ed è ancora restia a sottoporre il figlio alle domande della polizia. Al X Tuscolano arriva una nuova denuncia di scippo: Fast Boy questa volta ha colpito due turisti giapponesi. Dal cellulare rubato lo scippatore invia messaggi di sfida all'ispettore Belli. Durante un nuovo appostamento di Mauro e Luca, cui partecipa maldestramente anche Ugo, Fast Boy riesce nuovamente a fuggire. Ma Mauro non si arrende, e seguendo la pista della pettorina rubata riesce finalmente a mettere le mani sullo scippatore, scoprendo con stupore che è una ragazza.
- Altri interpreti: Vincenzo Crivello (Rosario "Saro" Gioncardi), Frida Bruno (Laura Mori, fidanzata di Saro), Maria Serao, Alessandro Trotta (Adriano Mattei), Antonio Stornaiolo (pedofilo).
- Ascolti Italia: telespettatori 7 062 000[1]

## Uno strano sequestro
- Diretto da: Antonello Grimaldi
- Scritto da: Luca Rossi e Elisabetta Arnaboldi

### Trama
Gli agenti del X Tuscolano si occupano del sequestro di Danila Valentini scoprendo che in realtà è stata la stessa ragazza ad inscenare tutto per estorcere un ingente somma di denaro ai genitori. Nel frattempo Saro, spinto da Vito Tonnara, scopre l’indirizzo della Scalise la cui madre ha un malore mentre è a casa da sola con il nipote.
- Altri interpreti: Vincenzo Crivello (Rosario "Saro" Gioncardi), Emanuela Barilozzi (Danila Valentini), Frida Bruno (Laura Mori), Giorgio Colangeli (padre di Danila), Teresa Acerbis (madre di Danila), Filippo Dini (dottore di Mauretta).

## Sotto tiro
- Diretto da: Antonello Grimaldi
- Scritto da: Francesco Apolloni, Gianni Cardillo e Marcello Fois

### Trama
La squadra della Scalise si occupa di un’aggressione avvenuta in uno studio psichiatrico e di un raggiro ai danni della vecchia maestra di scuola di Belli e Ardenzi. 
Una sera Manrico viene invitato a cena a casa del commissario; Giovanna scende dall’auto del collega, il quale si dirige intanto verso la vicina edicola per comprare dei pacchetti di figurine per Federico e si avvicina al portone di casa quando Saro sbuca da una siepe e le spara per poi fuggire. Manrico sente i colpi mentre sta guidando e torna indietro di tutta fretta e anche la madre e i figli di Giovanna sentono gli spari e scendono in strada trovandola in una pozza di sangue.
- Altri interpreti: Vincenzo Crivello (Rosario "Saro" Gioncardi), Vittorio Amandola (Mario Ferri), Frida Bruno (Laura Mori), Valeria Sabel (maestra Vanni).

## Ore disperate
- Diretto da: Antonella Grimaldi
- Scritto da: Guglielmo Enea e Luca Rossi

### Trama
Giovanna, a terra priva di sensi dopo essere stata colpita da Saro, viene trasportata d'urgenza in ospedale: sembrerebbe tutto perduto per lei e per il bambino che porta in grembo. Fortunatamente un giubbotto anti-proiettile, che il commissario ha deciso di indossare sempre da quando sa di essere incinta, ha fatto il miracolo: dopo l'ovvio sgomento iniziale, la notizia che Giovanna è fuori pericolo rincuora il X Tuscolano. Ma se da una parte ci si rallegra per la Scalise, dall'altra si resta attoniti e indignati per le indagini della DIA su Manrico che viene portato via e interrogato come presunto complice dell'attentatore. Ed è qui che la situazione al commissariato diventa quasi insostenibile, soprattutto quando anche Valeria, la nuova arrivata, nutre e instilla dubbi sul suo collega, da tutto il gruppo apprezzato e benvoluto. Nonostante il momento difficile, al distretto si continua a lavorare: Mauro e Valeria sono sulle tracce di una banda di ragazzi che hanno picchiato e derubato una prostituta di colore. Le loro indagini in una sala giochi porteranno ad individuare, a sorpresa, il capo della banda.
- Altri interpreti: Vincenzo Crivello (Rosario "Saro" Gioncardi), Frida Bruno (Laura Mori), Fabio Camilli (vicequestore Roveda), Mauro Meconi (Stefano D’Orazio), Tatiana Lepore (agente della DIA).
- Ascolti Italia: telespettatori 8 236 000[2]

## Colpevole o innocente
- Diretto da: Antonello Grimaldi
- Scritto da: Guglielmo Enea, Luca Rossi e Marcello Fois

### Trama
Vito Tonnara consiglia a Saro di sparire per un po' dalla circolazione ma Saro è terrorizzato da quello che ha fatto: il rimorso e i sensi di colpa iniziano a venire a galla. Giovanna lascia l'ospedale appena ristabilita per recarsi alla DIA ed intervenire in difesa di Walter Manrico. Tra lo stupore di tutti dichiara che Manrico non può essere colpevole di complicità nell'attentato poiché è il padre del bambino. Nel frattempo il X Tuscolano è alle prese con un caso estremamente delicato. Il professor Monti, sconvolto dalla tragica morte del figlio, si chiude nella classe che frequentava il suo bambino, sequestrando tutti gli alunni. Mauro, Roberto e Luca intervengono immediatamente e con l'aiuto di Angela riusciranno ad evitare drammatiche conseguenze. Per Valeria c'è una visita a sorpresa, il suo ex fidanzato si presenta improvvisamente al distretto pregandola di tornare con lui. Manrico dovrà intervenire in aiuto della collega.
- Altri interpreti: Vincenzo Crivello (Rosario "Saro" Gioncardi), Roberto Citran (professor Monti), Fabio Camilli (vicequestore Roveda), Tatiana Lepore (agente della DIA).
- Ascolti Italia: telespettatori 7 935 000[2]

## Tradimenti
- Diretto da: Antonello Grimaldi
- Scritto da: Marcello Fois

### Trama
Il commissario Scalise ritorna al distretto, dove si respira un'atmosfera tutt'altro che tranquilla: tutti quanti vorrebbero trovare il responsabile dell'attentato, in particolare Manrico, che non sa perdonarsi di aver lasciato sola la propria compagna in quel momento. Proprio Manrico, in un raptus, aggredisce Benvenuto, dopo aver saputo che telefonando al medico per far soccorrere Caterina, che stava male, aveva comunicato l'indirizzo di casa della Scalise.
La Scalise invita Ardenzi a occuparsi di un caso delicato che riguarda da vicino Irene Martini, la collega esperta delle intercettazioni, che da tempo riceve minacce da parte dell'ex marito alcolizzato Riccardo. Proprio a causa dell'indagine, Roberto desta i sospetti di Angela, convinta che il marito lo tradisca. Le cose si complicano quando Angela vede Roberto e Irene baciarsi per attirare l'attenzione dello stalker. Infine Ardenzi riesce a far arrestare l’uomo e Angela capisce che si è trattato di un equivoco.
Intanto Benvenuto e la Ruggero trovano una ragazza in totale stato confusionale fuori da una discoteca. La ragazza si chiama Maddalena ed è la nipote di Parmesan ed è in preda agli effetti di una potente droga, un sonnifero per cavalli.
- Altri interpreti: Renato Campese (Fabio Gregori), Enrico Salimbeni (pusher), Fabio Camilli (vicequestore Roveda), Simone Colombari (Riccardo), Samanta Piccinetti (Maddalena la nipote di Parmesan), Simone Montedoro (pusher), Francesco Sciacca (titolare discoteca).

## Segni particolari di un delitto
- Diretto da: Antonello Grimaldi
- Scritto da: Daniele Cesarano e Paolo Marchesini

### Trama
Il X Tuscolano si occupa del brutale assassinio di una donna, Eva, ripetutamente accoltellata. L'unico testimone dell'omicidio è un ragazzo autistico che abita nel palazzo di fronte; la Rivalta cerca di comunicare con questo Sergio per avere qualche informazione in più sull'omicida. Intanto le indagini della Scalise, Manrico e Belli portano a sospettare del dentista della vittima, con la quale aveva una relazione clandestina. Nel frattempo Parmesan, dopo aver fatto un'indagine su Paula, l'ex di Mauro, ha scoperto che il padre della ragazza è accusato di omicidio e Ardenzi non sa come dirlo all'amico. Lo stesso Ardenzi si occupa delle truffe di un sedicente mago e decide di far infiltrare l'agente Guerra per incastrarlo.
- Altri interpreti: Claudio Chico (Marcello), Ugo Conti (mago), Alessio Modica (Sergio), Giorgia Trasselli (moglie di Marcello), Giuseppe Antignati (dentista).

## Il prezzo del successo
- Diretto da: Antonello Grimaldi
- Scritto da: Augusto Zucchi

### Trama
Ormai tutto il distretto conosce l'identità del responsabile dell'attentato a Giovanna: è Saro. Tutti quanti sono impegnati nelle ricerche del ragazzo, iniziando a cercarlo nella facoltà dell'università che frequenta. Mentre Giovanna in biblioteca riesce a farsi dire la vera identità di Saro, ovvero Rosario Gioncardi, Ardenzi rintraccia la fidanzata di Saro, Laura, e la segue, fino all'abitazione del ragazzo, che viene perlustrata. La Scalise trova in un libro una lettera di Saro, contenente un verso di William Shakespeare, forse un testo cifrato. Nel frattempo il commissariato, su denuncia della spurante valletta televisiva Monica Iattarelli, si occupa di una sedicente agenzia che seleziona ragazze in cambio di prestazioni sessuali. La Ruggero risponde all'inserzione e si presenta al provino: le vere intenzioni dei "selezionatori" sono subito evidenti, e Manrico e Belli intervengono per arrestare i molestatori. La Ruggero e Manrico sono pericolosamente vicini: i due si baciano, anche se subito dopo si chiariscono. Benvenuto è a disagio dopo le tensioni in seguito all'attentato, e vorrebbe lasciare il X Tuscolano per diventare investigatore privato.
- Altri interpreti: Frida Bruno (Laura Mori), Angelo Maggi (finto regista), Luis Molteni (finto produttore), Fabio Camilli (vice questore Roveda), Alessia Barela (Monica Iattarelli), Elisabetta Rocchetti (aspirante valletta), Bruno Conti (venditore di pentole).

## Il sequestro
- Diretto da: Antonello Grimaldi
- Scritto da: Giorgio Tausani

### Trama
Manrico cerca di convincere Giovanna a prendersi una pausa, soprattutto per il bambino che nascerà, ma lei è titubante. Proprio Giovanna, mentre è in banca, assiste alla disperazione del direttore Marco Conti, la cui famiglia viene tenuta in ostaggio da due sequestratori che vogliono i suoi soldi. Tutto il commissariato si prodiga per liberare tutti gli ostaggi, ma la situazione si complica quando i sequestratori si portano via la figlia del direttore perché non parli con la polizia. Intanto Paula è tornata, e Mauro cerca di capire perché è partita per il Brasile da un giorno all'altro. La ragazza però reagisce male al fatto che Tiberio si sia trasferito dal figlio.
- Altri interpreti: Carolina Di Domenico (figlia di Marco Conti), Manrico Gammarota (sequestratore), Mauro Marino (Marco Conti).

## Chinatown (1 parte)
- Diretto da: Antonello Grimaldi
- Scritto da: Daniele Cesarano e Paolo Marchesini

### Trama
Il X Tuscolano è alle prese con un caso che coinvolge la comunità cinese della capitale e che richiede intercettazioni ambientali e lunghi pedinamenti. Ma il caso dei cinesi si rivela molto più complesso del previsto: è una vera e propria guerra interna tra due famiglie mafiose con risvolti misteriosi e inquietanti. Nel frattempo vengono messe delle cimici nell'appartamento di Laura, la fidanzata di Saro che è scomparso ormai da qualche mese.
- Altri interpreti: Frida Bruno (Laura Mori), Dong Mei (interprete cinese), Roberto Zibetti (Luigi Rivalta).

## Chinatown (2 parte)
- Diretto da: Antonello Grimaldi
- Scritto da: Daniele Cesarano e Paolo Marchesini

### Trama
Luigi Rivalta, il fratello di Angela che non si fa vedere da molti anni, torna a Roma e si presenta al X Tuscolano per denunciare Paula che da poco sta lavorando per un’agenzia che fa sondaggi. La compagna di Mauro in realtà non sa che truffa gli intervistati facendo firmare loro alcuni moduli. La donna brasiliana aiuta i poliziotti nel tentativo di incastrare il proprio capo. La squadra della Scalise riesce finalmente a risolvere il caso della mafia cinese.
- Altri interpreti: Dong Mei (interprete cinese), Roberto Zibetti (Luigi Rivalta).

## Istantanea di un delitto
- Diretto da: Antonello Grimaldi
- Scritto da: Valter Lupo e Luca Rossi

### Trama
In uno studio di posa muore un fotografo di nome Omar dopo una colluttazione con tale Rocco e la fidanzata modella Raffaella che volevano derubarlo di nascosto. I poliziotti scoprono il cadavere del fotografo e vicino al corpo rinvengono alcune paillette rosse. Seguendo un giro di droga si arriva a Rocco che aveva rubato la merce a Omar e finisce per confessare. Dopo diversi mesi torna a Roma la madre di Giovanna la quale rimane colpita quando vede la sua pancia temendo che i nipoti non la prenderanno bene.
- Altri interpreti: Fulvia Lorenzetti (Raffaella), Massimo De Santis (Rocco), Francesco Scali (informatore di Belli).

## Matrimoni
- Diretto da: Antonello Grimaldi
- Scritto da: Valter Lupo e Luca Rossi

### Trama
Sofia è una ragazza rumena che è stata aggredita. Vittoria e Mauro scoprono che l'aggressione è la conseguenza di un'estorsione e che la ragazza è stata coinvolta in un giro di matrimoni falsi. Ingargiola invece raccoglie la denuncia di un signore la cui auto è stata rubata da un parcheggiatore abusivo di nome Crociani. Laura finalmente riceve una chiamata da Saro che le da un appuntamento e così il ragazzo viene arrestato. Nel frattempo Luca Benvenuto ha avuto un ripensamento e torna al distretto.
- Altri interpreti: Vincenzo Crivello (Rosario "Saro" Gioncardi), Roberto Citran (professor Monti), Frida Bruno (Laura Mori), Guido Roncalli (signore auto), Vincenzo Tanassi (Crociani), Petra Faksova (Sofia), Filippo Tirabassi (vicino di Sofia).

## Faccia a faccia
- Diretto da: Antonello Grimaldi
- Scritto da: Dino Gentili e Filippo Gentili

### Trama
Una drammatica storia di gelosia coinvolge due giovani: da tempo fidanzati Giovanni non accetta la fine dell'amore, e soprattutto la gelosia lo acceca, e così aggredisce Simona. La ragazza si presenta al X Tuscolano, ma davanti alla possibilità di denunciare Giovanni, decide di non procedere e i due fanno pace in presenza degli agenti. Tuttavia dopo poco tempo Giovanni si presenta sotto casa di Simona con dei fiori per scusarsi, ma quando la vede baciarsi con un altro va su tutte le furie e la aggredisce in casa uccidendola con un paio di forbici. Giovanni tenta di togliersi la vita, ma Belli e Ardenzi intervengono in tempo. Manrico e la Scalise interrogano Saro il quale però nega ogni addebito. La Scalise non avendo prove per Saro lo lascia libero ma chiede ai suoi uomini di pedinarlo tutto il giorno.
- Altri interpreti: Vincenzo Crivello (Rosario "Saro" Gioncardi), Chiara De Bonis (Simona), Frida Bruno (Laura Mori), Adriano Modica (Giovanni).

## Resa dei conti
- Diretto da: Antonello Grimaldi
- Scritto da: Dino Gentili, Filippo Gentili e Marcello Fois

### Trama
Saro e Laura sono sorvegliati giorno e notte dagli agenti del Tuscolano. In commissariato si indaga su un giro di gare illegali con i cani. Mentre Manrico pedina Saro all'agenzia di viaggi vede uscire Paula, e racconta a Mauro la verità (che Paula voleva fare la hostess a Milano). Il giorno dopo Saro si dirige all'aeroporto ma cambiando idea si reca a casa di Laura che è appena venuta a sapere tutta la verità di quello che è successo. Mentre la ragazza esce dall'appartamento per prendere dei documenti così da poter partire insieme, il ragazzo viene sorpreso da Vito Tonnara; per averlo tradito il boss uccide a sangue freddo Saro. Laura, dopo aver incrociato Tonnara all’ingresso del palazzo, rientra in casa e scopre il corpo di Saro e lì intervengono Mauro e Walter che però non riescono a catturare Tonnara andato via con un taxi. Così la ragazza con l'aiuto di Angela identifica il boss Tonnara come assassino di Saro.
- Altri interpreti: Vincenzo Crivello (Rosario "Saro" Gioncardi), Sergio Solli (tenore), Frida Bruno (Laura Mori).

## Pablo il gitano (1 parte)
- Diretto da: Antonello Grimaldi
- Scritto da: Valter Lupo, Luca Rossi e Gabriele Romagnoli

### Trama
Paolo Puletti detto “Pablo il gitano" ottiene quattro giorni di permesso dal carcere di Rebibbia e in compagnia della sua compagna Zara ruba una berlina di lusso e rapina prima una gioielleria e poi durante un furto in una villa uccide il proprietario che stava cercando di colpirlo. Roveda, vicequestore della DIA, chiede alla Scalise di prendersi un periodo di pausa.
- Altri interpreti: Silvia De Santis (Zara), Paco Reconti (Paolo Puletti), Frida Bruno (Laura Mori), Corrado Solari (Borsello), Fabio Camilli (vicequestore Roveda), Aleksandar Cvjetković (ricettatore).

## Pablo il gitano (2 parte)
- Diretto da: Antonello Grimaldi
- Scritto da: Valter Lupo, Luca Rossi e Gabriele Romagnoli

### Trama
Belli va a parlare con un ricettatore che ha un capannone di fronte alla villa della vittima ma qui viene ammanettato da Pablo, suo vecchio amico d’infanzia, il quale scappa con Zara prendendo in ostaggio una donna. Arrivati in una pineta, Zara gli si ritorce contro perché stanca delle sue azioni e si allontana con la donna finendo nelle mani della polizia. Infine, convinto da Belli, Pablo esce fuori e si fa arrestare. Nel frattempo Tonnara prende in affitto una stanza di fronte al X Tuscolano.
- Altri interpreti: Silvia De Santis (Zara), Paco Reconti (Paolo Puletti), Corrado Solari (Borsello), Fabio Camilli (vicequestore Roveda), Aleksandar Cvjetković (ricettatore).

## L'altro
- Diretto da: Antonello Grimaldi
- Scritto da: Daniele Cesarano e Paolo Marchesini

### Trama
Una coppia entra in crisi: lui musicista senza lavoro, lei in crisi per il fallimento del marito. La donna è convinta che il marito Lorenzo rubi i suoi gioielli e lo denuncia. Manrico si occupa di installare delle telecamere nella casa della donna per stanare l’uomo. Ardenzi dalle registrazioni nota che a casa Giorgi entra il collega Belli e vuole vederci chiaro. Lorenzo si arrabbia quando trova una delle telecamere e perciò Ardenzi, spinto da Manrico, gli mostra i filmati; in quel momento entra nella stanza Belli e Lorenzo cerca di mettergli le mani addosso. Ardenzi e Belli si chiariscono e viene fermato un ferramenta identico al poliziotto. Nel frattempo al distretto si presenta quello che sembra essere un clochard che è stato derubato di notte. La Rivalta però capisce che si tratta di Ivan Grigorovic, noto professore di criminologia arrivato in Italia da poche ore e derubato appena sceso dal taxi.
- Altri interpreti: Iaia Forte (moglie di Lorenzo), Tommaso Ragno (Lorenzo), Romuald Klos (Ivan Grigorovic).

## Colpo di scena
- Diretto da: Antonello Grimaldi
- Scritto da: Guglielmo Enea, Giorgio Tausani, Marcello Fois e Gabriele Romagnoli

### Trama
Mentre si trova a scendere dalla propria auto Angela apprende la notizia che il professor Monti si vuole buttare dal tetto di un palazzo. Angela si precipita sul posto. Sale sul cornicione dove si trova il professor Monti e gli parla. Tutto sembra andare bene, ma mentre Angela sta per scendere insieme al professore cade giù dal cornicione e muore davanti agli occhi di Mauro, Valeria, Roberto (che tiene in braccio Mauretta) e tutto il vicinato accorso per assistere alla scena.
- Altri interpreti: Roberto Citran (professor Monti), Rodolfo Bigotti (marito di Ida), Corrado Solari (Borsello).
- Ascolti Italia: telespettatori 8 052 000[3]

## L'ultimo duello (1 parte)
- Diretto da: Antonello Grimaldi
- Scritto da: Antonio Antonelli

### Trama
Tutti gli agenti del X Tuscolano sono al cimitero per il funerale di Angela. Arriva anche Paula per l’ultimo saluto, ma Mauro le impedisce di avvicinarsi. Di sera Luca vede una berlina bianca che voleva investire l’avvocato Fabio Gregori. Mentre Tiberio ritorna a casa vede Paula piangere; la donna gli racconta che ha fatto ritardo l'aereo e non ha fatto in tempo ad arrivare al funerale, poi va in cucina e vede Mauro rompere un piatto alla volta. Luca prova a convincere l'avvocato a fare la denuncia, ma egli si rifiuta. Ugo è preoccupato per l'esame e Valeria gli dà una mano. Manrico si fa aiutare da Ardenzi sul caso Gregori cosicché possa distrarsi un po’. Si scopre che l’avvocato è finito nel mirino di un signore, tale Pandolfi, che aveva perso una causa contro un suo cliente Intanto Tonnara, che sta tenendo sotto controllo i movimenti in commissariato, intercetta Borsello proponendogli un affare e uccide la padrona dell’appartamento.
- Altri interpreti: Renato Campese (Fabio Gregori), Corrado Solari (Borsello), Roberto Zibetti (Luigi Rivalta), Roberto Citran (professor Monti).

## L'ultimo duello (2 parte)
- Diretto da: Antonello Grimaldi
- Scritto da: Daniele Cesarano e Paolo Marchesini

### Trama
Roberto mentre dorme sente la voce di Angela che gli dice di andare a vedere la bambina, ma chiede l'aiuto della moglie; era solo un sogno. Mauro saluta Paula che parte mettendo così fine al rapporto con lui e propone a Roberto di andare a vivere con lui e Tiberio. Intanto Ugo ripassa per l'esame con l'aiuto di Valeria. Borsello incontra al parco Vito Tonnara il quale gli propone un appuntamento vicino ad un capanno dei pescatori a vicino al fiume. Giovanna, vicinissima al parto, discute di prospettive con Manrico. Giovanna parla con Ardenzi di quanto sta succedendo ultimamente dopo la morte di Angela raccontandogli di avere incubi. Mauro trova da Ingargiola la ragazza che aveva arrestato durante lo scippo delle signore anziane e che aveva trovato un portafoglio fuori dal commissariato. Walter incontra Borsello il quale gli comunica di avere un appuntamento con Tonnara e gli racconta della soffiata. Così insieme a Luca e Valeria organizzano una trappola per il boss. Roberto si reca al cimitero per visitare la tomba di Angela ma in quel momento giunge Mauro per non lasciare solo il suo amico. Ingargiola deve rimettere sul computer di Parmesan tutte le denunce fatte nei anni passati cancellati dal virus che ha messo Giuseppe per ascoltare musica napoletana. Ugo finalmente viene promosso a sovrintendente. Dopo aver parlato con Irene al bar, Roberto incontra Moscardini e parlano del fatto che la madre, prima della morte, aveva come inquilino una persona siciliana tranquilla; i due poliziotti intuiscono dalla descrizione che si tratta proprio di Vito Tonnara. Mauro e Roberto perlustrano la stanza affittata da Tonnara. Durante la missione Walter, Valeria e Luca insieme ai colleghi della DIA trovano il cadavere di Borsello al capanno ma non trovano Tonnara che in quel momento, dopo aver preso i suoi vestiti, si reca al commissariato andando proprio nella stanza della Scalise per cercare vendetta per la morte del figlio. Dopo aver controllato la stanza, Mauro riceve la telefonata di Walter che gli comunica che Borsello è morto; tuttavia Roberto sostiene che è entrato al commissariato e quindi capiscono che si tratta di Tonnara. Giunto all'ufficio del commissario, Mauro viene colpito da un proiettile sparato dal boss; la Scalise spara un colpo di pistola a Tonnara uccidendolo, ma in quel momento le si rompono le acque per l'arrivo del figlio. Giovanna e Walter si recano al commissariato e trovano come sorpresa i figli Livia e Federico e la mamma. Dopo pochi giorni Giovanna riunisce tutti i colleghi in ufficio dicendo che lascerà il distretto per stare insieme ai suoi figli e la stessa cosa vale anche per Walter che seguirà la sua amata Giovanna.
- Altri interpreti: Pierluigi Misasi (Moscardini), Corrado Solari (Borsello), Fabio Camilli (vicequestore Roveda).